# شهرستان ستاراخوویتسه
شهرستان ستاراخوویتسه (به لهستانی: Powiat Starachowice) یک شهرستان در لهستان است که در استان اشوی‌داشکسیه واقع شده‌است. شهرستان ستاراخوویتسه ۵۲۳٫۲۷ کیلومتر مربع مساحت و ۹۴٬۳۹۵ نفر جمعیت دارد.